# Amangkurat III de Mataram
Amangkurat III fue susuhunan del sultanato de Mataram, antiguo Estado de la isla de Java, entre los años 1703 y 1708. Ascendió al trono a la muerte de su padre, Amangkurat II, en un clima de hostilidad, con el imperio desmembrado al este entre el nuevo reino de Surapati y los señores de Madura, y la corte dividida en cuanto a la soberanía dinástica entre su tío Pangeran Puger y él mismo.

## Primera guerra de sucesión javanesa
En 1704 su tío aseguró a la Compañía Neerlandesa de las Indias Orientales de que Amangkurat III era su enemigo, que simpatizaba con Surapati y de que la mayoría de los javaneses le preferían a él como soberano, por lo que pedía ser reconocido como rey a ojos de los europeos. El señor Cakraningrat II de Madura Oeste, que ejercía gran influencia como probado aliado de la Compañía, apoyó la petición de Puger, aunque las razones por las que lo hizo se desconocen. En junio de 1704 la Compañía Neerlandesa reconoció a Puger como soberano, hecho que dio inicio a la primera guerra de sucesión javanesa, conflicto que se alargó hasta 1719.
Pronto quedó demostrado que las áreas costeras que Puger había reclamado como súbditos proclamados tenían poco o nulo interés en reconocerle como susuhunan, por lo que en un principio la Compañía Neerlandesa tuvo reparos en su conquista. Tras su caída en 1705 una fuerza conjunta de diversas potencias, lideradas por javaneses afines a Puger y madurienses, marchó contra Kartasura, capital de Amangkurat III, en la que entró sin resistencia en septiembre de ese año. En 1706 Amangkurat III estableció una fuerte alianza con Surapati que enfrentó las incursiones neerlandesas de 1706, 1707 y 1708. En la primera Amangkurat III tuvo éxito a pesar de la muerte de Surapati. En 1707, sin embargo, perdió Pasuruan. Estas incursiones tuvieron un altísimo coste en vidas, e introdujeron en Java los últimos avances armamentísticos europeos. De acuerdo a una fuente europea la mayor de estas campañas estuvo formada por 46 000 hombres.
En 1708 Amangkurat III accedió a negociar con los holandeses. Sin embargo, en lugar de ser recibido como negociador, Amangkurat III fue arrestado y desterrado a Ceilán, donde murió en 1734. Su tío accedió al poder con el nombre de Pakubuwono I.